# 芝山努
芝山努（日语：／ Shibayama Tsutomu，1941年3月9日—），日本男性動畫師、動畫演出家、動畫導演。亞細亞堂內容代表董事。出身於東京都台東區。

## 來歷
芝山努出生於淺草，是四代三味線部件銷售商的次子，他在童年時期就熟悉了東京市中心的三味線、長歌、小歌、落語文化。
埼玉縣立春日部高等學校、明治大學文學院演劇學系畢業後，他立志成為演出家，並向東映總部應徵廣告的企劃、導演，但沒有通過。正是在那裡，他參加了東映動畫的錄用考試，這讓他萌生了「動畫教你如何導演」的想法，這也是他進入動畫產業的原因。
1963年，他作為契約員工人加入東映動畫，並在長篇動畫電影《汪汪忠臣藏》中首次亮相。負責《狼少年健》動畫時師從林靜一，並深受林靜一圖畫的影響。
1966年，轉入A Production（1976年改組為SHIN-EI動畫）。原因是東映動畫縮編了長篇動畫製作的規模，而他是受到了先期轉入的楠部大吉郎和東映動畫的同期生小林治的邀請。在A Production～SHIN-EI動畫擔任《嚕嚕米》、《天才傻鵬》、《根性青蛙》、《元祖天才傻鵬》等多部名作的作畫監督和導演。
1978年，他離開SHIN-EI動畫，與小林治、山田道代一起創立亞細亞堂。
1979年，他執導第一部電影作品《劇場版 加油!! 田淵!!》。在《哆啦A夢》的長篇電影，從1983年的第4部到2004年的第25部之中，他執導了22部，並以《哆啦A夢：大雄的南海大冒險》獲得第53屆（1998年）每日電影動畫電影獎。隨後，他也擔任第60屆（2005年）每日電影動畫電影獎的評選委員。
自2000年代以來，他一直擔任亞細亞堂關聯公司亞細亞堂内容的代表董事。2007年，擔任《認真地不認真的怪傑佐羅力》的總導演。
2012年，獲得2012年文化廳電影獎（電影功勞部門）。

## 人物、風格、影響
芝山努的作品易於觀看，減少了動畫師繪製所需的工作量，並以其精緻的分鏡而聞名，其中包括使角色易於表演的攝影角度、透過不斷變化的攝影作品而引人入勝的動作、詳細的時間計算以及詳細的圖畫。《哆啦A夢：大雄與機器人王國》、《哆啦A夢：大雄與風之使者》也被改編成書籍。曾執導《蠟筆小新：風起雲湧 猛烈！大人帝國的反擊》、《Colorful 多彩奇幻之旅》等電影的原惠一表示，自己深受他分鏡的影響，而他精心製作的分鏡也給許多動畫師、演出家留下了深刻的印象。
本鄉滿評價芝山努「他的作品數量和質量都令人驚嘆。雖然他隱退已久，但他給後世留下的影響卻是不可估量的」。
對於《嚕嚕米 (1969年版)》，大塚康生評論道「芝山努和小林治能參與作畫監督，真是令人驚喜。芝山的表現很有品味，小林則略帶心不在焉的溫暖演技也為《嚕嚕米》的完成度做出了巨大的貢獻」。
吉川司對參與《魯邦三世：魯邦VS複製人》的佈局的芝山的技術給予了高度評價。
大武正枝評價芝山努為《魯邦三世：魯邦VS複製人》所做的佈局時說道「看得我渾身起雞皮疙瘩。我就想，這就是專業人士嗎？如果我做不到這樣，我就成不了專業人士……」。
大武正枝は『ルパン三世 ルパンVS複製人間』の芝山によるレイアウトについて「鳥肌ものっていうか、プロはこういうものなのか!こうやれないとプロにはなれないのか......と思いました。」とコメントしている。
眠田直在Twitter上寫道「《魯邦三世：魯邦VS複製人》的佈局也是由芝山努設計的。他充分利用Vista寬屏的構圖技巧令人嘆為觀止。所有藝術家都應該向他學習」、「你只需要看一看《魯邦三世：魯邦VS複製人》就能體會到芝山努的偉大。他負責了這部電影的佈局，但目前為止，還沒有一部動畫能在16:9的銀幕上超越柴山努的構圖」。
過去，他對「哆啦A夢的芝山」「我可以安心地看芝山的動畫」等評論感到不滿，並表示「我也想描繪人類混濁的內心世界」。
宮崎駿、林靜一與他同時加入東映動畫。他與宮崎駿（1941年初出生）同齡。

## 參加作品

### 電視動畫
- 小鬼Q太郎 (1965年版)（1965年—1967年，作畫）[11]
- Hustle Punch（日语：ハッスルパンチ）（1965年—1966年，作畫監督）
- 小超人帕門 (1967年版)（1967年—1968年，作畫）[12]
- 金剛（1967年，作畫監督）
- 巨人之星（1968年—1971年，作畫監督）[13]
- 嚕嚕米 (1969年版)（1969年—1970年，作畫監督）
- 天才傻鵬（日语：天才バカボン (アニメ)）（1971年—1972年，作畫監督）[14]
- 根性青蛙（1972年—1974年，作畫監督）[15]
- 山林小獵人 (1974年版)（1974年—1976年，原畫）
- 頑皮鼠歷險記（日语：ガンバの冒険）（1975年，場面設定、佈局）[16]
- 元祖天才傻鵬（日语：元祖天才バカボン）（1975年—1977年，人物設定、作畫監督）[17][注 1]
- 漫畫日本昔話（日语：まんが日本昔ばなし）（1975年—1994年，作畫、演出）
- 好小子（日语：おれは鉄兵）（1977年—1978年，分鏡、佈局）
- 窈窕淑女（1978年—1979年，人物設定[18]）
- 怪物小王子 (1980年版)（1980年—1982年，基本設定）
- 新·根性青蛙（1981年—1982年，首席導演[19]）
- 二死滿壘（日语：二死満塁）（1982年，演出、作畫監督）
- 心跳今夜（1982年—1983年，分鏡、演出）
- 哆啦A夢 (1979年版)（1984年—2005年，首席導演、編劇、分鏡、演出）
- 太古巨魔神（日语：ゴッドマジンガー）（1984年，OP&ED動畫）[20]
- 拜託了！薩米亞丼（日语：おねがい!サミアどん）（1985年—1986年，人物設定）[21]
- 鄰家女孩（1985年—1987年，分鏡）
- 新小熊維尼 (第1期)（1988年—1989年，日本芳導演）[22]
- 小松君 (1988年版)（1988年—1989年，OP&ED動畫）
- 亂馬½（1989年，導演、分鏡）
- 櫻桃小丸子（1990年—2012年，導演、編劇、分鏡、演出→系列監修、OP分鏡&演出）
- 忍者亂太郎（1993年—2012年，總導演、分鏡、演出）
- 卡拉OK戰士麥克次郎（日语：カラオケ戦士マイク次郎）（1994年—1995年，導演）
- 兩小無猜（日语：わんころべえ）（1996年—1997年、監修）[23]
- 櫻桃子劇場 可吉可吉（1997年—1999年，監修）
- 科學小飛喵（2000年—2001年，總導演、分鏡）
- Monkey Punch漫畫活動大寫真（日语：モンキーパンチ漫画活動大写真）（2004年—2005年，分鏡）
- 認真地不認真的怪傑佐羅力（2006年—2007年，總導演）
- 波菲的漫長旅程（2008年，分鏡）

### 電影動畫
- 魯邦三世：魯邦VS複製人（1978年）佈局[24]
- 劇場版 加油!! 田淵!!（日语：がんばれ!!タブチくん!!#アニメ映画）（1979年）導演[25]
- 哆啦A夢電影作品
  - 哆啦A夢：大雄的恐龍（1980年）佈局
  - 哆啦A夢：大雄的海底鬼岩城（1983年）導演、分鏡
  - 哆啦A夢：大雄的魔界大冒險（1984年）導演、分鏡
  - 哆啦A夢：大雄的宇宙小戰爭（1985年）導演、分鏡
  - 哆啦A夢：大雄與鐵人兵團（1986年）導演、分鏡
  - 哆啦A夢：大雄與龍騎士（1987年）導演、分鏡
  - 哆啦A夢：大雄的西遊記（1988年）導演、分鏡
  - 哆啦A夢：大雄的日本誕生（1989年）導演、分鏡
  - 哆啦A夢：大雄與惑星之謎（1990年）導演、分鏡
  - 哆啦A夢：大雄的天方夜譚（1991年）導演、分鏡
  - 哆啦A夢：大雄與雲之王國（1992年）導演、分鏡
  - 哆啦A夢：大雄與白金迷宮（1993年）導演、分鏡
  - 哆啦A夢：大雄與夢幻三劍士（1994年）導演、分鏡
  - 哆啦A夢：大雄的創世日記（1995年）導演、分鏡
  - 哆啦A夢：大雄與銀河超特快列車（1996年）導演、分鏡
  - 哆啦A夢：大雄的發條都市冒險記（1997年）導演、分鏡
  - 哆啦A夢：大雄的南海大冒險（1998年）導演、分鏡
  - 哆啦A夢：大雄的宇宙漂流記（1999年）導演、分鏡、ED作畫
  - 哆啦A夢：大雄的太陽王傳說（2000年）導演、分鏡、ED作畫
  - 哆啦A夢：大雄與翼之勇者（2001年）導演、分鏡
  - 哆啦A夢：大雄與機器人王國（2002年）導演、分鏡
  - 哆啦A夢：大雄與風之使者（2003年）導演、分鏡
  - 哆啦A夢：大雄的貓狗時空傳（2004年）導演、分鏡
- 加油!! 田淵!! 第2彈：激戰錦旗賽（日语：がんばれ!!タブチくん!!#がんばれ!! タブチくん!! 第2弾 激闘ペナントレース）（1980年）導演[26]
- 小誠（日语：まことちゃん#アニメ映画）（1980年）導演[27]
- 加油!! 田淵!! 初笑第3彈：啊ゝ緊張的生活（日语：がんばれ!!タブチくん!!#がんばれ!! タブチくん!! 初笑い第3弾 あゝツッパリ人生）（1980年）導演[28]
- 21衛門：前往宇宙一路順風！（1981年）導演
- 新·根性青蛙：根性夢枕（1982年）導演[29]
- 對馬丸 -再會沖繩-（日语：対馬丸 —さようなら沖繩—）（1982年）作畫監督
- 欣賞職棒享受10倍快樂的方法（日语：プロ野球を10倍楽しく見る方法）（1983年）動畫導演
- 頑皮鼠歷險記：甘巴與7個夥伴（日语：ガンバの冒険#冒険者たち ガンバと7匹のなかま）（1984年）畫面設定[30]
- （1984年）作畫監督
- 鄰家女孩3：在你離開之後（1987年）分鏡
- 縣立海空高校棒球部員山下太郎同學（日语：県立海空高校野球部員山下たろーくん）（1988年）導演
- 老爺爺改造講座（日语：おじさん改造講座）（1990年）導演[31]
- 櫻桃小丸子：友情歲月（日语：ちびまる子ちゃん (映画)）（1990年）導演
- 櫻桃小丸子：我最喜歡的歌（1992年）導演、分鏡
- J聯賽的享受100倍快樂的方法!!（日语：Jリーグを100倍楽しく見る方法!!）（1994年）動畫導演
- 劇場版 忍者亂太郎（日语：映画 忍たま乱太郎）（1996年）總導演
- 怪傑佐羅力：神秘寶藏大作戰（2006年）製作委員會
- 時尚魔女 Love and Berry 幸福的魔法（2007年）印象版
- 你看起來很好吃（2010年）製作委員會
- 劇場版 忍者亂太郎：忍術學園全員出動之卷！（2011年）監修
- 神奇樹屋（2012年）製作委員會
- 劇場版 怪傑佐羅力：大、大、大、大冒險！（2012年）監修

### OVA
- 魔法天使奶油麻美 Long Good-Bye（1985年）佈局監修
- GOGO虎衛門（1986年）導演
- 湯瑪與朋友們 3丁目物語（1989年）分鏡
- 莉卡的星期天（日语：リカちゃん人形）（1992年）監修
- 莉卡與山貓：星星之旅（日语：リカちゃん人形）（1994年）導演
- 柳瀨嵩童話劇場（日语：やなせたかしメルヘン劇場）（2008年）分鏡

### 真人電視劇
- 彗星公主（1967年—1968年）負責動畫章節（與島義夫共同）
- 我與暹羅貓（日语：オレとシャム猫）（1969年）OP動畫
- （1969年）OP動畫
- 反覆無常天使（日语：気まぐれ天使）（1976年）OP動畫演出
- 反覆無常本格派（日语：気まぐれ本格派）（1977年）OP動畫演出
- （1983年）OP動畫演出
- （1988年）OP動畫

### 其它
- （視覺文化產業工會獨立製作電影。編劇、導演、作畫監督，齋藤和男名義）
- （全6章，刊登於網路雜誌《Tornado Base》，負責插畫。執筆：森健）
- RAINBOW BANDIT（日语：ニューレオマワールド）[注 2]（人物設定）
- （愛知縣清須市形象角色）（人物設定）
- 大家的歌（日语：みんなのうた）（南方小島上的新娘出嫁、貝露莎搖籃曲 ～我的花～、風之風琴、愛麗絲的季節）（動畫）
- 魯邦三世 電視試播電影（日语：ルパン三世 パイロットフィルム）（人物設定、作畫監督）
- 大長篇哆啦A夢「大雄的宇宙開拓史」外傳 可亞可亞星物語（刊登於《哆啦A夢俱樂部》3號，負責插畫。執筆：木輦）
- 大長篇哆啦A夢「大雄的魔界大冒險」外傳 美夜子的魔法戰記（刊登於《哆啦A夢俱樂部》4號，負責插畫。執筆：木輦）

## 腳註

## 外部連結
- （日語）